# Vityaz DT
Le Vityaz DT est un véhicule de logistique de conception soviétique puis russe dont le châssis sert pour un véhicule antiaérien, un tracteur-érecteur-lanceur, un véhicule radar et un véhicule de transport de troupes.

## Historique
Il a été developpé pour transporter de lourdes charges dans des environnements très difficiles comme des marais, des désert ou dans l'arctique. Il est en service depuis 1982. Il remplace le Kharkovchanka pour les missions arctiques. Au début des années 1960, le besoin croissant de l'Union soviétique d'un VTT plus avancé devenait évident, car les véhicules à chenilles uniques pour la neige et les marécages en service à cette époque ne pouvaient pas transporter des charges supérieures à 5 t. Pour répondre au besoin de tels véhicules, un bureau d'études spécialisé a été créé avec pour mission de développer des véhicules articulés à chenilles. Un véhicule militaire capable d'opérer aux frontières nord de l'URSS a également été jugé nécessaire.
En février 1971, les deux premiers VTT, désignés DT-LP et DT-L, furent produits pour les essais d'État. Trois types opérationnels aujourd'hui (les VTT DT-10P, DT-20P et DT-30) sont entrés en service dans les années 1980. En 1982, l'usine de construction de machines de transport d'Ishimbai (Ishimbaitransmash) a assimilé la production en série et a produit le premier lot de VTT DT-10P. À la fin de 1981, les essais des VTT à deux unités DT-30P et DT-30 ont été achevés. Ces essais ont été menés dans des conditions météorologiques et de terrain difficiles dans diverses régions militaires et ont démontré que les véhicules possédaient une capacité de franchissement et une capacité de charge élevées et pouvaient être utilisés efficacement pour transporter du matériel militaire et des équipements non militaires dans des conditions climatiques extrêmes comme dans le nord de la Russie, en Sibérie et en Extrême-Orient, ainsi que dans les déserts. Finalement, leurs performances se sont révélées supérieures aux exigences, car ils ont surpassé tous les véhicules fabriqués en Russie et étrangers de cette classe.
Un programme intensif de recherche et développement s'est poursuivi jusqu'en 1985, créant des séries standardisées comprenant :
- Les véhicules de transport à deux unités DT-10, DT-20 et DT-30, d'une capacité de charge de 10 ou 20 ou 30 tonnes, respectivement
- transporteurs amphibies à deux unités DT-10P, DT-20P et DT-30P avec des spécifications similaires à celles des transporteurs réguliers.

Aujourd'hui, les VTT Vityaz sont utilisés sur tout le territoire de la Russie, ainsi que dans l'Arctique et l'Antarctique. Ils constituent un élément inestimable des services de transport d'entreprises de premier plan telles que Gazprom, Rosneftegaz, etc. Ils servent de principaux véhicules de transport pour le personnel qui entretient les oléoducs et gazoducs dans toute la Russie, pour les géologues et les scientifiques qui étudient le régions éloignées et isolées. Plusieurs versions spécialisées ont été produites pour différentes industries : grue DT-30K, auto pelle DT-30E, véhicules de ravitaillement, ateliers mobiles, raffineries de pétrole mobiles, transporteurs de passagers, véhicules de lutte contre l'incendie.

## Opérateur
- Russie – L'armée russe.

## Galerie d'images

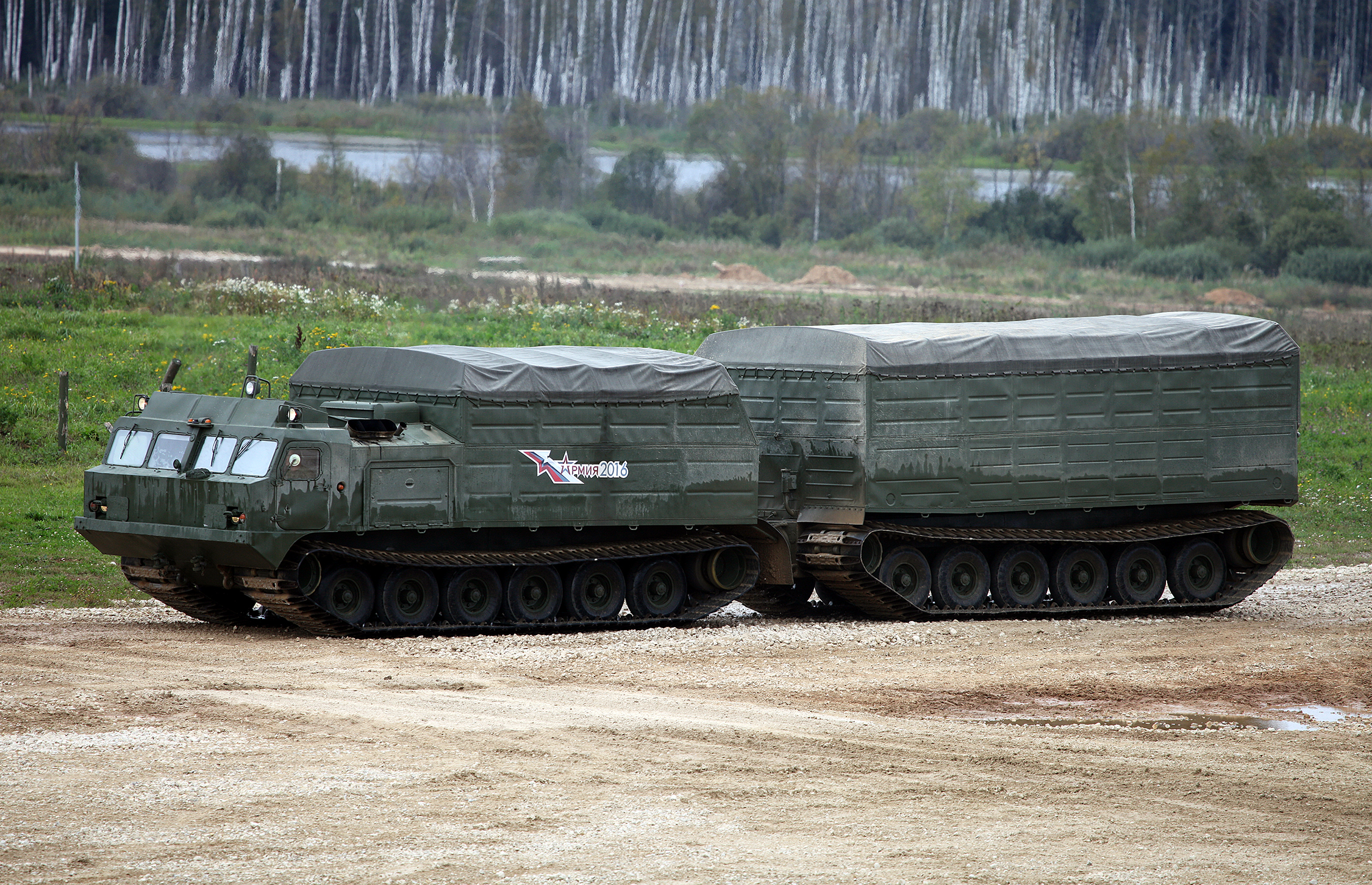
En arctique
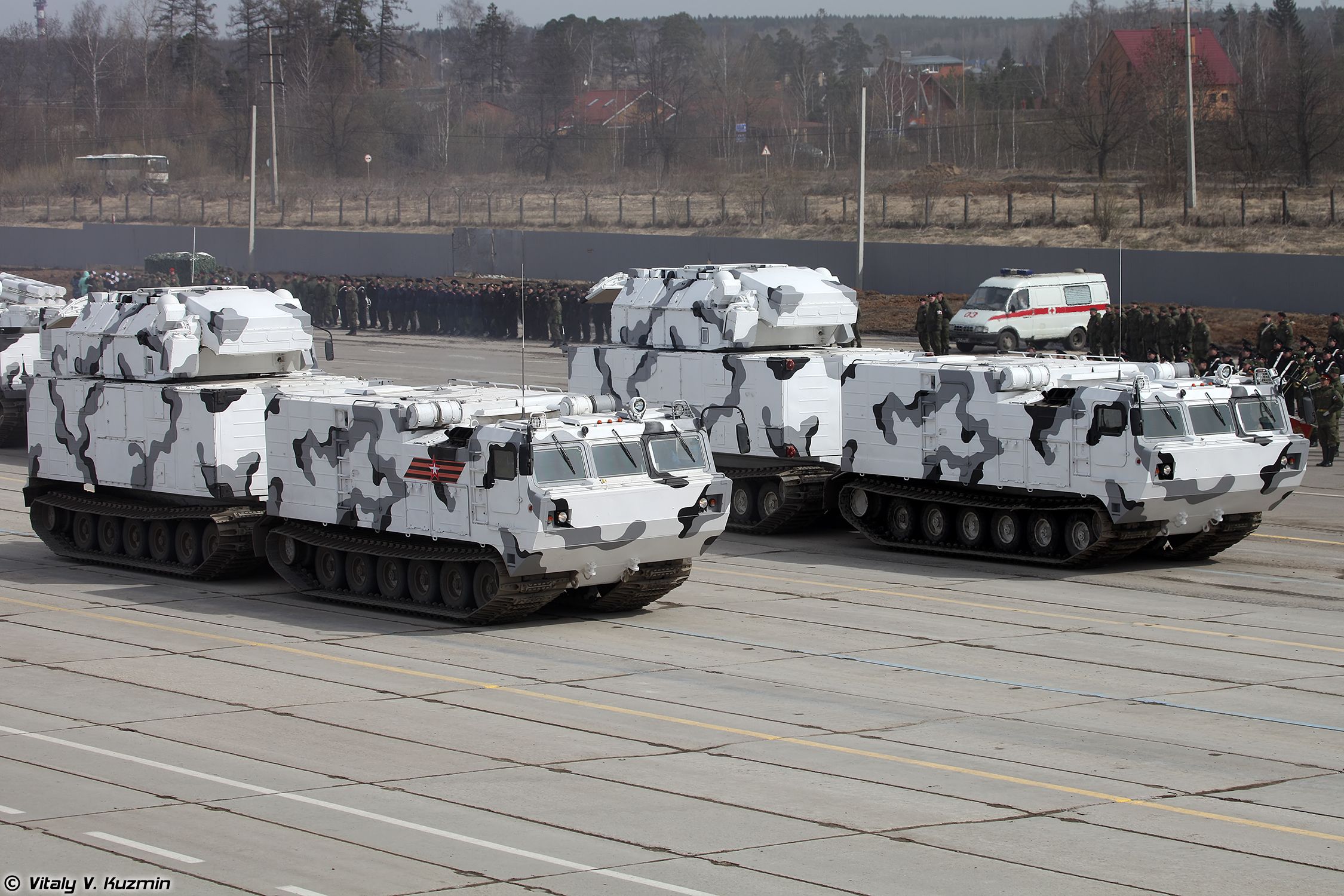
véhicule antiaérien 9K330 Tor-M1
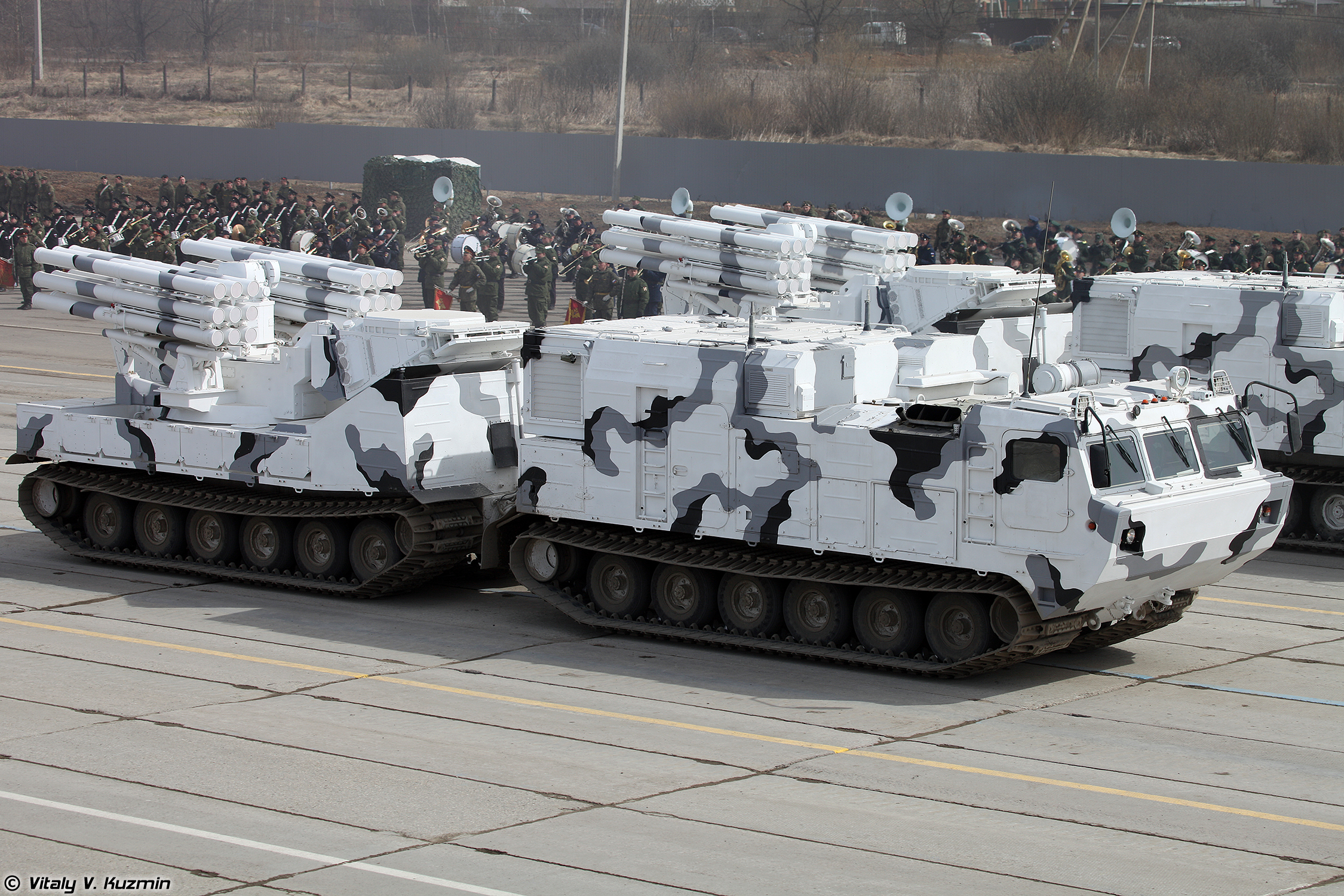
véhicule antiaérien Pantsir S-1
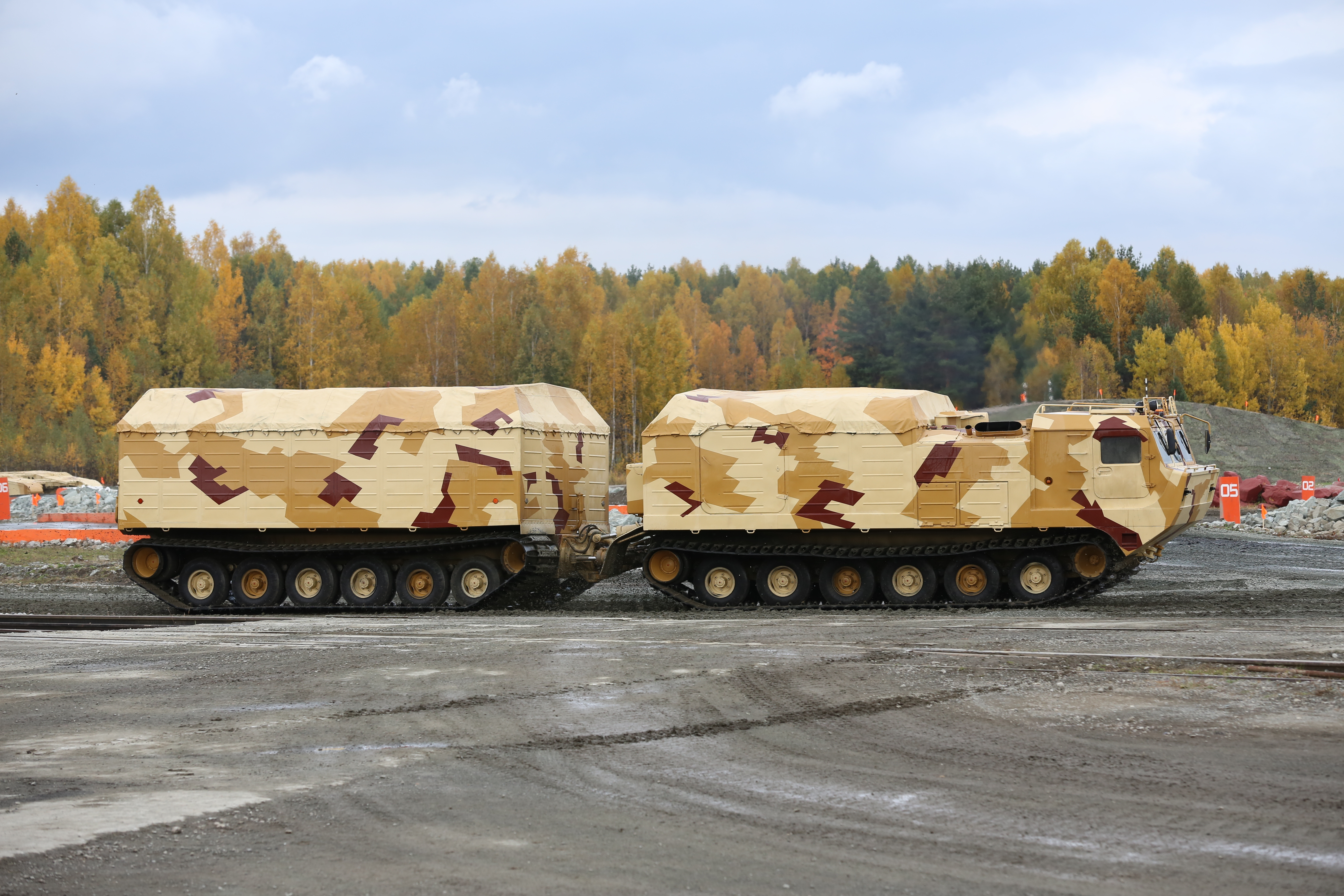
Version civile du DT-30 utilisé par Gazprom
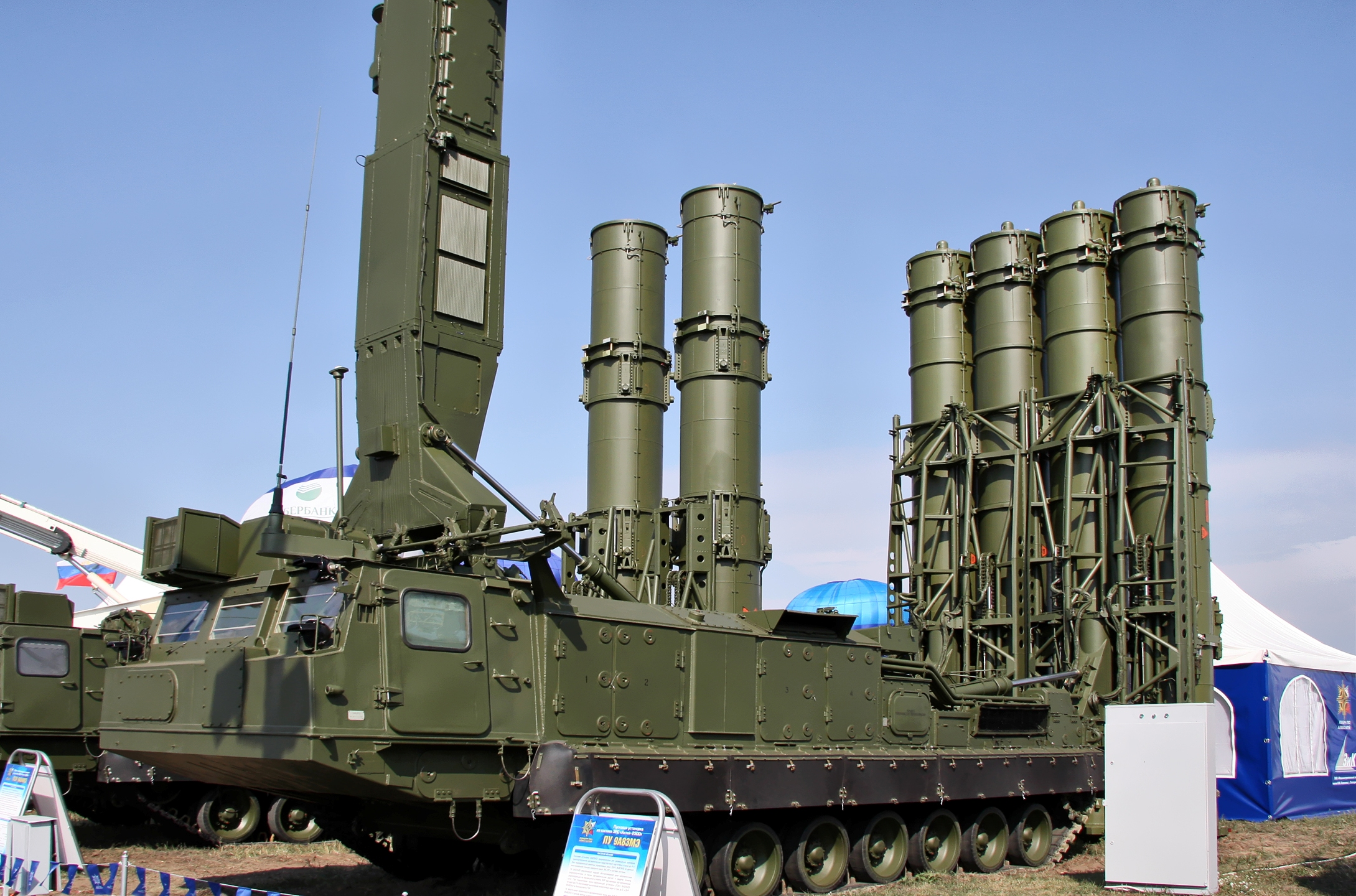
tracteur-érecteur-lanceur pour le S-300
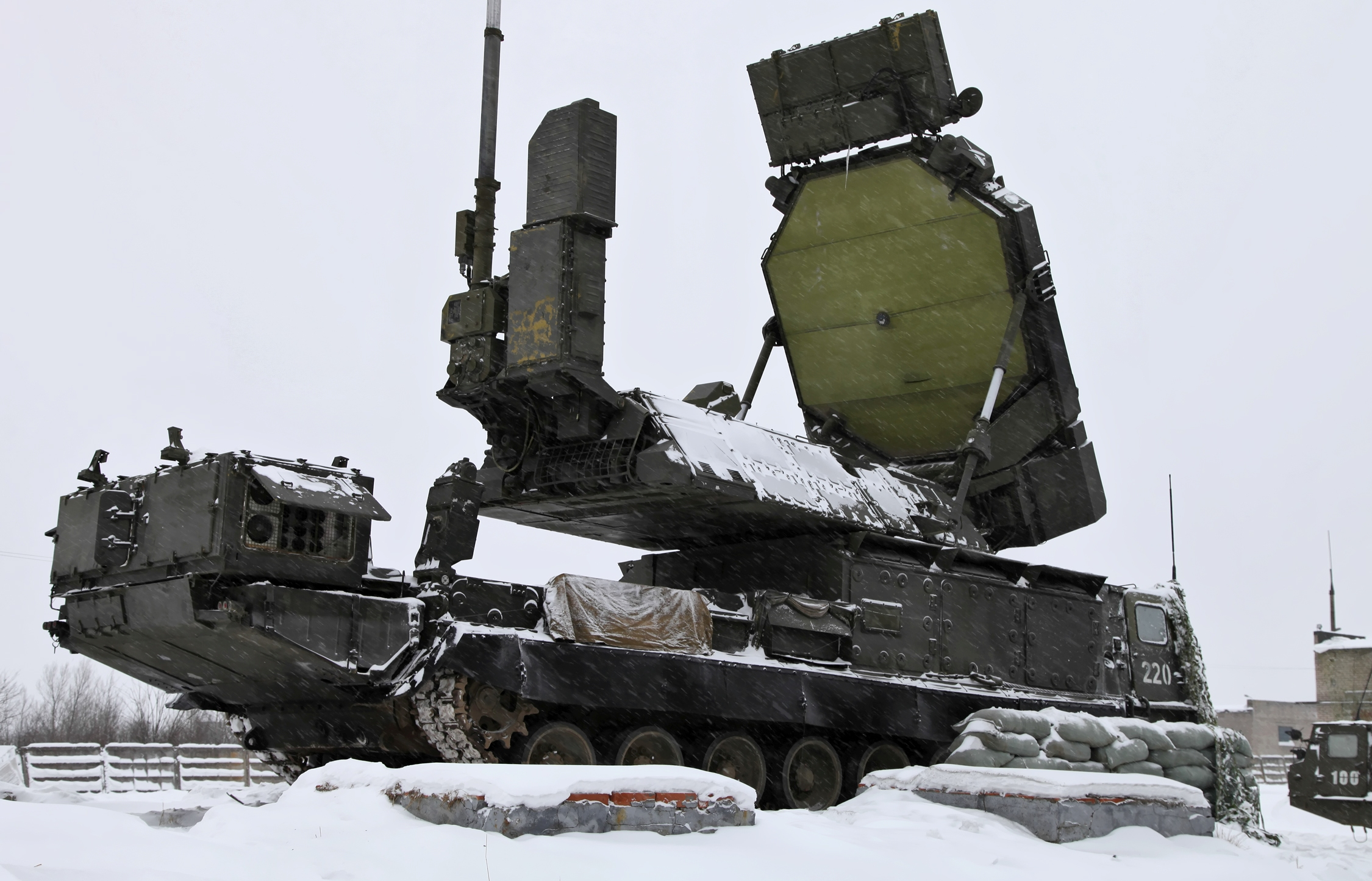
Véhicule radar pour le S-300